# Europees kampioenschap handbal mannen 2014
Het elfde Europees kampioenschap handbal mannen werd gehouden in Denemarken van 12 januari 2014 tot en met 26 januari 2014. De titelhouder was tevens het gastland van dit toernooi. In de finale verloren de Denen echter van de Franse mannen die zich de nieuwe Europese kampioenen mochten noemen.

## Kandidaten voor de organisatie
| Land(en)           | Stemmen |
| ------------------ | ------- |
| Denemarken         | 24      |
| Hongarije/ Kroatië | 22      |

## Gekwalificeerde teams
- Denemarken (gastland en titelhouder)
- Frankrijk
- Spanje
- IJsland
- Zweden
- Hongarije
- Noorwegen
- Polen

- Montenegro
- Kroatië
- Servië
- Tsjechië
- Wit-Rusland
- Oostenrijk
- Rusland
- Macedonië

## Speellocaties
De volgende vier hallen werden gekozen als speellocaties:
| Aalborg                     | Aarhus                       | Brøndby                          | Herning                             |
| --------------------------- | ---------------------------- | -------------------------------- | ----------------------------------- |
| Gigantium Capaciteit: 4.600 | NRGi Arena Capaciteit: 5.000 | Brøndby Hallen Capaciteit: 5.600 | Jyske Bank Boxen Capaciteit: 14.000 |
|                             |                              |                                  |                                     |

## Loting
De loting vond plaats op 21 juni 2013 in Herning.

## Groepsfase
|  | Teams die zich hebben geplaatst voor de hoofdronde |

#### Groep A
| Pos | Team       | Wed | W | G | V | DV | DT | DS  | Ptn |
| --- | ---------- | --- | - | - | - | -- | -- | --- | --- |
| 1   | Denemarken | 3   | 3 | 0 | 0 | 95 | 79 | +16 | 6   |
| 2   | Macedonië  | 3   | 1 | 1 | 1 | 67 | 74 | −7  | 3   |
| 3   | Oostenrijk | 3   | 1 | 0 | 2 | 80 | 75 | +5  | 2   |
| 4   | Tsjechië   | 3   | 0 | 1 | 2 | 73 | 87 | −14 | 1   |

| 12 januari 2014 18:00 | Tsjechië | 20 – 30 | Oostenrijk | Jyske Bank Boxen, Herning Toeschouwers: 13.000 Scheidsrechters: Nikolić, Stojković (SRB) |
| 12 januari 2014 18:00 | Jícha 6  | (9–14)  | Weber 7    | Jyske Bank Boxen, Herning Toeschouwers: 13.000 Scheidsrechters: Nikolić, Stojković (SRB) |
| 12 januari 2014 18:00 | 3× 2×    | verslag | 2× 6×      | Jyske Bank Boxen, Herning Toeschouwers: 13.000 Scheidsrechters: Nikolić, Stojković (SRB) |

| 12 januari 2014 20:30 | Denemarken  | 29 – 21 | Macedonië | Jyske Bank Boxen, Herning Toeschouwers: 14,000 Scheidsrechters: Geipel, Helbig (GER) |
| 12 januari 2014 20:30 | Mortensen 5 | (12–8)  | Lazarov 7 | Jyske Bank Boxen, Herning Toeschouwers: 14,000 Scheidsrechters: Geipel, Helbig (GER) |
| 12 januari 2014 20:30 | 3× 7×       | verslag | 3×        | Jyske Bank Boxen, Herning Toeschouwers: 14,000 Scheidsrechters: Geipel, Helbig (GER) |

| 14 januari 2014 18:15 | Macedonië  | 24 – 24 | Tsjechië | Jyske Bank Boxen, Herning Toeschouwers: 10.100 Scheidsrechters: Stark, Ştefan (ROU) |
| 14 januari 2014 18:15 | Lazarov 12 | (10–11) | Horák 8  | Jyske Bank Boxen, Herning Toeschouwers: 10.100 Scheidsrechters: Stark, Ştefan (ROU) |
| 14 januari 2014 18:15 | 3×         | verslag | 3× 4×    | Jyske Bank Boxen, Herning Toeschouwers: 10.100 Scheidsrechters: Stark, Ştefan (ROU) |

| 14 januari 2014 20:30 | Oostenrijk | 29 – 33 | Denemarken | Jyske Bank Boxen, Herning Toeschouwers: 14.000 Scheidsrechters: Gousko, Repkin (BLR) |
| 14 januari 2014 20:30 | Hermann 5  | (12–18) | Hansen 9   | Jyske Bank Boxen, Herning Toeschouwers: 14.000 Scheidsrechters: Gousko, Repkin (BLR) |
| 14 januari 2014 20:30 | 3×         | verslag | 3× 4×      | Jyske Bank Boxen, Herning Toeschouwers: 14.000 Scheidsrechters: Gousko, Repkin (BLR) |

| 16 januari 2014 18:15 | Macedonië | 22 – 21 | Oostenrijk   | Jyske Bank Boxen, Herning Toeschouwers: 12.000 Scheidsrechters: Dentz, Reibel (FRA) |
| 16 januari 2014 18:15 | Lazarov 8 | (12–10) | Wilczynski 7 | Jyske Bank Boxen, Herning Toeschouwers: 12.000 Scheidsrechters: Dentz, Reibel (FRA) |
| 16 januari 2014 18:15 | 3× 5×     | verslag | 4× 6×        | Jyske Bank Boxen, Herning Toeschouwers: 12.000 Scheidsrechters: Dentz, Reibel (FRA) |

| 16 januari 2014 20:30 | Denemarken | 33 – 29 | Tsjechië | Jyske Bank Boxen, Herning Toeschouwers: 14.000 Scheidsrechters: Gubica, Milošević (CRO) |
| 16 januari 2014 20:30 | Lindberg 6 | (21–17) | Jícha 11 | Jyske Bank Boxen, Herning Toeschouwers: 14.000 Scheidsrechters: Gubica, Milošević (CRO) |
| 16 januari 2014 20:30 | 3× 2×      | verslag | 3× 4×    | Jyske Bank Boxen, Herning Toeschouwers: 14.000 Scheidsrechters: Gubica, Milošević (CRO) |

#### Groep B
| Pos | Team      | Wed | W | G | V | DV | DT | DS  | Ptn |
| --- | --------- | --- | - | - | - | -- | -- | --- | --- |
| 1   | Spanje    | 3   | 3 | 0 | 0 | 94 | 80 | +14 | 6   |
| 2   | IJsland   | 3   | 1 | 1 | 1 | 86 | 86 | 0   | 3   |
| 3   | Hongarije | 3   | 0 | 2 | 1 | 80 | 87 | −7  | 2   |
| 4   | Noorwegen | 3   | 0 | 1 | 2 | 77 | 84 | −7  | 1   |

| 12 januari 2014 16:00 | IJsland      | 31 – 26 | Noorwegen  | Gigantium, Aalborg Toeschouwers: 4.000 Scheidsrechters: Gubica, Milošević (CRO) |
| 12 januari 2014 16:00 | Sigurðsson 9 | (16–10) | Kjelling 7 | Gigantium, Aalborg Toeschouwers: 4.000 Scheidsrechters: Gubica, Milošević (CRO) |
| 12 januari 2014 16:00 | 3× 5× 1×     | verslag | 2× 5×      | Gigantium, Aalborg Toeschouwers: 4.000 Scheidsrechters: Gubica, Milošević (CRO) |

| 12 januari 2014 18:15 | Spanje         | 34 – 27 | Hongarije  | Gigantium, Aalborg Toeschouwers: 4.000 Scheidsrechters: Krstić, Ljubič (SLO) |
| 12 januari 2014 18:15 | Rocas, Tomás 5 | (17–10) | Iváncsik 8 | Gigantium, Aalborg Toeschouwers: 4.000 Scheidsrechters: Krstić, Ljubič (SLO) |
| 12 januari 2014 18:15 | 3×             | verslag | 3× 7×      | Gigantium, Aalborg Toeschouwers: 4.000 Scheidsrechters: Krstić, Ljubič (SLO) |

| 14 januari 2014 18:00 | Hongarije | 27 – 27 | IJsland      | Gigantium, Aalborg Toeschouwers: 3.200 Scheidsrechters: Nikolić, Stojković (SRB) |
| 14 januari 2014 18:00 | Ancsin 7  | (16–15) | Pálmarsson 8 | Gigantium, Aalborg Toeschouwers: 3.200 Scheidsrechters: Nikolić, Stojković (SRB) |
| 14 januari 2014 18:00 | 4× 8× 1×  | verslag | 3× 4×        | Gigantium, Aalborg Toeschouwers: 3.200 Scheidsrechters: Nikolić, Stojković (SRB) |

| 14 januari 2014 20:15 | Noorwegen | 25 – 27 | Spanje  | Gigantium, Aalborg Toeschouwers: 3.200 Scheidsrechters: Dentz, Reibel (FRA) |
| 14 januari 2014 20:15 | Myrhol 7  | (8–12)  | Tomás 8 | Gigantium, Aalborg Toeschouwers: 3.200 Scheidsrechters: Dentz, Reibel (FRA) |
| 14 januari 2014 20:15 | 4× 6×     | verslag | 3× 5×   | Gigantium, Aalborg Toeschouwers: 3.200 Scheidsrechters: Dentz, Reibel (FRA) |

| 16 januari 2014 18:00 | Spanje     | 33 – 28 | IJsland      | Gigantium, Aalborg Toeschouwers: 2.923 Scheidsrechters: Gousko, Repkin (BLR) |
| 16 januari 2014 18:00 | Cañellas 8 | (16–15) | Pálmarsson 8 | Gigantium, Aalborg Toeschouwers: 2.923 Scheidsrechters: Gousko, Repkin (BLR) |
| 16 januari 2014 18:00 | 3× 1×      | verslag | 4×           | Gigantium, Aalborg Toeschouwers: 2.923 Scheidsrechters: Gousko, Repkin (BLR) |

| 16 januari 2014 20:15 | Hongarije | 26 – 26 | Noorwegen | Gigantium, Aalborg Toeschouwers: 2.923 Scheidsrechters: Stoļarovs, Līcis (LAT) |
| 16 januari 2014 20:15 | Lékai 7   | (16–13) | Tvedten 7 | Gigantium, Aalborg Toeschouwers: 2.923 Scheidsrechters: Stoļarovs, Līcis (LAT) |
| 16 januari 2014 20:15 | 3× 4×     | verslag | 3× 1×     | Gigantium, Aalborg Toeschouwers: 2.923 Scheidsrechters: Stoļarovs, Līcis (LAT) |

#### Groep C
| Pos | Team      | Wed | W | G | V | DV | DT | DS  | Ptn |
| --- | --------- | --- | - | - | - | -- | -- | --- | --- |
| 1   | Frankrijk | 3   | 3 | 0 | 0 | 94 | 83 | +11 | 6   |
| 2   | Polen     | 3   | 1 | 0 | 2 | 70 | 70 | 0   | 2   |
| 3   | Rusland   | 3   | 1 | 0 | 2 | 77 | 84 | −7  | 2   |
| 4   | Servië    | 3   | 1 | 0 | 2 | 73 | 77 | −4  | 2   |

| 13 januari 2014 18:00 | Servië         | 20 – 19 | Polen        | NRGi Arena, Aarhus Toeschouwers: 2.000 Scheidsrechters: Gjeding, Hansen (DEN) |
| 13 januari 2014 18:00 | drie spelers 3 | (13–9)  | Jurkiewicz 5 | NRGi Arena, Aarhus Toeschouwers: 2.000 Scheidsrechters: Gjeding, Hansen (DEN) |
| 13 januari 2014 18:00 | 3× 8×          | verslag | 4× 3×        | NRGi Arena, Aarhus Toeschouwers: 2.000 Scheidsrechters: Gjeding, Hansen (DEN) |

| 13 januari 2014 20:15 | Frankrijk | 35 – 28 | Rusland   | NRGi Arena, Aarhus Toeschouwers: 2.350 Scheidsrechters: Horáček, Novotný (CZE) |
| 13 januari 2014 20:15 | Nyokas 9  | (19–14) | Kovalev 6 | NRGi Arena, Aarhus Toeschouwers: 2.350 Scheidsrechters: Horáček, Novotný (CZE) |
| 13 januari 2014 20:15 | 3×        | verslag | 3× 4×     | NRGi Arena, Aarhus Toeschouwers: 2.350 Scheidsrechters: Horáček, Novotný (CZE) |

| 15 januari 2014 18:00 | Rusland     | 27 – 25 | Servië  | NRGi Arena, Aarhus Toeschouwers: 3.200 Scheidsrechters: Raluy, Sabroso (ESP) |
| 15 januari 2014 18:00 | Evdokimov 5 | (14–14) | Vujin 6 | NRGi Arena, Aarhus Toeschouwers: 3.200 Scheidsrechters: Raluy, Sabroso (ESP) |
| 15 januari 2014 18:00 | 3× 5×       | verslag | 3× 6×   | NRGi Arena, Aarhus Toeschouwers: 3.200 Scheidsrechters: Raluy, Sabroso (ESP) |

| 15 januari 2014 20:15 | Polen   | 27 – 28 | Frankrijk   | NRGi Arena, Aarhus Toeschouwers: 2.785 Scheidsrechters: Krstić, Ljubič (SLO) |
| 15 januari 2014 20:15 | Łucak 5 | (14–15) | Karabatić 8 | NRGi Arena, Aarhus Toeschouwers: 2.785 Scheidsrechters: Krstić, Ljubič (SLO) |
| 15 januari 2014 20:15 | 4× 6×   | verslag | 3× 6×       | NRGi Arena, Aarhus Toeschouwers: 2.785 Scheidsrechters: Krstić, Ljubič (SLO) |

| 17 januari 2014 18:00 | Polen             | 24 – 22 | Rusland | NRGi Arena, Aarhus Toeschouwers: 4.860 Scheidsrechters: Nachevski, Nikolov (MKD) |
| 17 januari 2014 18:00 | Lijewski, Łucak 4 | (10–14) | Atman 6 | NRGi Arena, Aarhus Toeschouwers: 4.860 Scheidsrechters: Nachevski, Nikolov (MKD) |
| 17 januari 2014 18:00 | 2× 4×             | verslag | 2× 4×   | NRGi Arena, Aarhus Toeschouwers: 4.860 Scheidsrechters: Nachevski, Nikolov (MKD) |

| 17 januari 2014 20:15 | Servië         | 28 – 31 | Frankrijk | NRGi Arena, Aarhus Toeschouwers: 4.562 Scheidsrechters: Geipel, Helbig (GER) |
| 17 januari 2014 20:15 | drie spelers 5 | (12–17) | Joli 10   | NRGi Arena, Aarhus Toeschouwers: 4.562 Scheidsrechters: Geipel, Helbig (GER) |
| 17 januari 2014 20:15 | 3×             | verslag | 2× 3×     | NRGi Arena, Aarhus Toeschouwers: 4.562 Scheidsrechters: Geipel, Helbig (GER) |

#### Groep D
| Pos | Team        | Wed | W | G | V | DV | DT | DS  | Ptn |
| --- | ----------- | --- | - | - | - | -- | -- | --- | --- |
| 1   | Kroatië     | 3   | 3 | 0 | 0 | 85 | 68 | +17 | 6   |
| 2   | Zweden      | 3   | 2 | 0 | 1 | 82 | 68 | +14 | 4   |
| 3   | Wit-Rusland | 3   | 1 | 0 | 2 | 73 | 86 | −13 | 2   |
| 4   | Montenegro  | 3   | 0 | 0 | 3 | 66 | 84 | −18 | 0   |

| 13 januari 2014 18:00 | Kroatië         | 33 – 22 | Wit-Rusland | Brøndby Hall, Brøndby Toeschouwers: 2.400 Scheidsrechters: Stark, Ştefan (ROU) |
| 13 januari 2014 18:00 | Čupić, Horvat 6 | (16–11) | Pukhouski 6 | Brøndby Hall, Brøndby Toeschouwers: 2.400 Scheidsrechters: Stark, Ştefan (ROU) |
| 13 januari 2014 18:00 | 3× 6×           | verslag | 2× 5×       | Brøndby Hall, Brøndby Toeschouwers: 2.400 Scheidsrechters: Stark, Ştefan (ROU) |

| 13 januari 2014 20:15 | Zweden            | 28 – 21 | Montenegro   | Brøndby Hall, Brøndby Toeschouwers: 2.697 Scheidsrechters: Stoļarovs, Līcis (LAT) |
| 13 januari 2014 20:15 | Ekdahl du Rietz 7 | (18–13) | Ševaljević 5 | Brøndby Hall, Brøndby Toeschouwers: 2.697 Scheidsrechters: Stoļarovs, Līcis (LAT) |
| 13 januari 2014 20:15 | 3× 5×             | verslag | 3× 4×        | Brøndby Hall, Brøndby Toeschouwers: 2.697 Scheidsrechters: Stoļarovs, Līcis (LAT) |

| 15 januari 2014 18:00 | Montenegro   | 22 – 27 | Kroatië | Brøndby Hall, Brøndby Toeschouwers: 2.655 Scheidsrechters: Horáček, Novotný (CZE) |
| 15 januari 2014 18:00 | Ševaljević 9 | (12–13) | Čupić 6 | Brøndby Hall, Brøndby Toeschouwers: 2.655 Scheidsrechters: Horáček, Novotný (CZE) |
| 15 januari 2014 18:00 | 3× 2×        | verslag | 3× 4×   | Brøndby Hall, Brøndby Toeschouwers: 2.655 Scheidsrechters: Horáček, Novotný (CZE) |

| 15 januari 2014 20:15 | Wit-Rusland | 22 – 30 | Zweden     | Brøndby Hall, Brøndby Toeschouwers: 3.100 Scheidsrechters: Nachevski, Nikolov (MKD) |
| 15 januari 2014 20:15 | Rutenka 13  | (10–13) | Petersen 8 | Brøndby Hall, Brøndby Toeschouwers: 3.100 Scheidsrechters: Nachevski, Nikolov (MKD) |
| 15 januari 2014 20:15 | 3× 4×       | verslag | 3× 4×      | Brøndby Hall, Brøndby Toeschouwers: 3.100 Scheidsrechters: Nachevski, Nikolov (MKD) |

| 17 januari 2014 18:00 | Kroatië           | 25 – 24 | Zweden     | Brøndby Hall, Brøndby Toeschouwers: 4.785 Scheidsrechters: Raluy, Sabroso (ESP) |
| 17 januari 2014 18:00 | Buntić, Duvnjak 6 | (10–9)  | Karlsson 5 | Brøndby Hall, Brøndby Toeschouwers: 4.785 Scheidsrechters: Raluy, Sabroso (ESP) |
| 17 januari 2014 18:00 | 4×                | verslag | 4× 1×      | Brøndby Hall, Brøndby Toeschouwers: 4.785 Scheidsrechters: Raluy, Sabroso (ESP) |

| 17 januari 2014 20:15 | Wit-Rusland | 29 – 23 | Montenegro | Brøndby Hall, Brøndby Toeschouwers: 3.400 Scheidsrechters: Gjeding, Hansen (DEN) |
| 17 januari 2014 20:15 | Rutenka 8   | (13–13) | Simović 8  | Brøndby Hall, Brøndby Toeschouwers: 3.400 Scheidsrechters: Gjeding, Hansen (DEN) |
| 17 januari 2014 20:15 | 2× 6×       | verslag | 3× 4×      | Brøndby Hall, Brøndby Toeschouwers: 3.400 Scheidsrechters: Gjeding, Hansen (DEN) |

## Hoofdronde
|  | Teams die zich hebben geplaatst voor de halve finales                   |
|  | Teams die zich hebben geplaatst voor de wedstrijd om de 5e en 6e plaats |

### Groep I
| Pos | Team       | Wed | W | G | V | DV  | DT  | DS  | Ptn |
| --- | ---------- | --- | - | - | - | --- | --- | --- | --- |
| 1   | Denemarken | 5   | 5 | 0 | 0 | 153 | 125 | +28 | 10  |
| 2   | Spanje     | 5   | 4 | 0 | 1 | 156 | 135 | +21 | 8   |
| 3   | IJsland    | 5   | 2 | 1 | 2 | 140 | 146 | −6  | 5   |
| 4   | Hongarije  | 5   | 1 | 1 | 3 | 133 | 139 | −6  | 3   |
| 5   | Macedonië  | 5   | 1 | 0 | 4 | 117 | 143 | −26 | 2   |
| 6   | Oostenrijk | 5   | 1 | 0 | 4 | 129 | 140 | −11 | 2   |

| 18 januari 2014 16:00 | Macedonië              | 25 – 31 | Hongarije | Jyske Bank Boxen, Herning Toeschouwers: 8.100 Scheidsrechters: Gousko, Repkin (BLR) |
| 18 januari 2014 16:00 | Manaskov, Pecakovski 5 | (9–16)  | Császár 7 | Jyske Bank Boxen, Herning Toeschouwers: 8.100 Scheidsrechters: Gousko, Repkin (BLR) |
| 18 januari 2014 16:00 | 3× 5×                  | verslag | 3× 5×     | Jyske Bank Boxen, Herning Toeschouwers: 8.100 Scheidsrechters: Gousko, Repkin (BLR) |

| 18 januari 2014 18:15 | Oostenrijk   | 27 – 33 | IJsland      | Jyske Bank Boxen, Herning Toeschouwers: 10.000 Scheidsrechters: Stark, Ştefan (ROU) |
| 18 januari 2014 18:15 | Wilczynski 6 | (9–17)  | Sigurðsson 7 | Jyske Bank Boxen, Herning Toeschouwers: 10.000 Scheidsrechters: Stark, Ştefan (ROU) |
| 18 januari 2014 18:15 | 3× 4×        | verslag | 3×           | Jyske Bank Boxen, Herning Toeschouwers: 10.000 Scheidsrechters: Stark, Ştefan (ROU) |

| 18 januari 2014 20:30 | Denemarken | 31 – 28 | Spanje   | Jyske Bank Boxen, Herning Toeschouwers: 14.000 Scheidsrechters: Nikolić, Stojković (SRB) |
| 18 januari 2014 20:30 | Hansen 6   | (16–14) | García 5 | Jyske Bank Boxen, Herning Toeschouwers: 14.000 Scheidsrechters: Nikolić, Stojković (SRB) |
| 18 januari 2014 20:30 | 4×         | verslag | 3× 2×    | Jyske Bank Boxen, Herning Toeschouwers: 14.000 Scheidsrechters: Nikolić, Stojković (SRB) |

| 20 januari 2014 16:00 | Macedonië | 27 – 29 | IJsland                    | Jyske Bank Boxen, Herning Toeschouwers: 5.000 Scheidsrechters: Horáček, Novotný (CZE) |
| 20 januari 2014 16:00 | Lazarov 7 | (11–14) | Sigurðsson, Hallgrímsson 6 | Jyske Bank Boxen, Herning Toeschouwers: 5.000 Scheidsrechters: Horáček, Novotný (CZE) |
| 20 januari 2014 16:00 | 3× 5×     | verslag | 4×                         | Jyske Bank Boxen, Herning Toeschouwers: 5.000 Scheidsrechters: Horáček, Novotný (CZE) |

| 20 januari 2014 18:15 | Oostenrijk | 27 – 28 | Spanje        | Jyske Bank Boxen, Herning Toeschouwers: 11.000 Scheidsrechters: Gousko, Repkin (BLR) |
| 20 januari 2014 18:15 | Schmid 6   | (12–14) | Aguinagalde 8 | Jyske Bank Boxen, Herning Toeschouwers: 11.000 Scheidsrechters: Gousko, Repkin (BLR) |
| 20 januari 2014 18:15 | 4×         | verslag | 2× 3×         | Jyske Bank Boxen, Herning Toeschouwers: 11.000 Scheidsrechters: Gousko, Repkin (BLR) |

| 20 januari 2014 20:30 | Denemarken         | 28 – 24 | Hongarije  | Jyske Bank Boxen, Herning Toeschouwers: 14.000 Scheidsrechters: Krstić, Ljubič (SLO) |
| 20 januari 2014 20:30 | Mogensen, Hansen 5 | (14–11) | Iváncsik 6 | Jyske Bank Boxen, Herning Toeschouwers: 14.000 Scheidsrechters: Krstić, Ljubič (SLO) |
| 20 januari 2014 20:30 | 3×                 | verslag | 4× 2× 1×   | Jyske Bank Boxen, Herning Toeschouwers: 14.000 Scheidsrechters: Krstić, Ljubič (SLO) |

| 22 januari 2014 16:00 | Macedonië     | 22 – 33 | Spanje     | Jyske Bank Boxen, Herning Toeschouwers: 4.500 Scheidsrechters: Stoļarovs, Līcis (LAT) |
| 22 januari 2014 16:00 | Mirkulovski 7 | (12–15) | Cañellas 6 | Jyske Bank Boxen, Herning Toeschouwers: 4.500 Scheidsrechters: Stoļarovs, Līcis (LAT) |
| 22 januari 2014 16:00 | 3× 5×         | verslag | 2×         | Jyske Bank Boxen, Herning Toeschouwers: 4.500 Scheidsrechters: Stoļarovs, Līcis (LAT) |

| 22 januari 2014 18:15 | Oostenrijk         | 25 – 24 | Hongarije  | Jyske Bank Boxen, Herning Toeschouwers: 11.000 Scheidsrechters: Gubica, Milošević (CRO) |
| 22 januari 2014 18:15 | Szilágyi, Santos 6 | (9–13)  | Iváncsik 5 | Jyske Bank Boxen, Herning Toeschouwers: 11.000 Scheidsrechters: Gubica, Milošević (CRO) |
| 22 januari 2014 18:15 | 3× 6×              | verslag | 3× 4×      | Jyske Bank Boxen, Herning Toeschouwers: 11.000 Scheidsrechters: Gubica, Milošević (CRO) |

| 22 januari 2014 20:30 | Denemarken | 32 – 23 | IJsland       | Jyske Bank Boxen, Herning Toeschouwers: 14.000 Scheidsrechters: Dentz, Reibel (FRA) |
| 22 januari 2014 20:30 | Larsen 8   | (17–13) | Sigurðsson 10 | Jyske Bank Boxen, Herning Toeschouwers: 14.000 Scheidsrechters: Dentz, Reibel (FRA) |
| 22 januari 2014 20:30 | 4× 1×      | verslag | 4× 2×         | Jyske Bank Boxen, Herning Toeschouwers: 14.000 Scheidsrechters: Dentz, Reibel (FRA) |

### Groep II
| Pos | Team        | Wed | W | G | V | DV  | DT  | DS  | Ptn |
| --- | ----------- | --- | - | - | - | --- | --- | --- | --- |
| 1   | Frankrijk   | 5   | 4 | 0 | 1 | 157 | 140 | +17 | 8   |
| 2   | Kroatië     | 5   | 4 | 0 | 1 | 147 | 126 | +21 | 8   |
| 3   | Polen       | 5   | 3 | 0 | 2 | 145 | 136 | +9  | 6   |
| 4   | Zweden      | 5   | 3 | 0 | 2 | 138 | 137 | +1  | 6   |
| 5   | Rusland     | 5   | 1 | 0 | 4 | 141 | 154 | −13 | 2   |
| 6   | Wit-Rusland | 5   | 0 | 0 | 5 | 137 | 172 | −35 | 0   |

| 19 januari 2014 15:45 | Polen        | 31 – 30 | Wit-Rusland | NRGi Arena, Aarhus Toeschouwers: 2.680 Scheidsrechters: Krstić, Ljubič (SLO) |
| 19 januari 2014 15:45 | Jurkiewicz 8 | (14–13) | Rutenka 9   | NRGi Arena, Aarhus Toeschouwers: 2.680 Scheidsrechters: Krstić, Ljubič (SLO) |
| 19 januari 2014 15:45 | 4× 5×        | verslag | 3× 7×       | NRGi Arena, Aarhus Toeschouwers: 2.680 Scheidsrechters: Krstić, Ljubič (SLO) |

| 19 januari 2014 18:00 | Rusland     | 27 – 29 | Zweden      | NRGi Arena, Aarhus Toeschouwers: 3.070 Scheidsrechters: Stoļarovs, Līcis (LAT) |
| 19 januari 2014 18:00 | Igropulo 11 | (13–20) | Jakobsson 7 | NRGi Arena, Aarhus Toeschouwers: 3.070 Scheidsrechters: Stoļarovs, Līcis (LAT) |
| 19 januari 2014 18:00 | 3× 2×       | verslag | 4× 6× 1×    | NRGi Arena, Aarhus Toeschouwers: 3.070 Scheidsrechters: Stoļarovs, Līcis (LAT) |

| 19 januari 2014 20:15 | Frankrijk           | 27 – 25 | Kroatië   | NRGi Arena, Aarhus Toeschouwers: 3.400 Scheidsrechters: Gjeding, Hansen (DEN) |
| 19 januari 2014 20:15 | Karabatić, Guigou 7 | (18–17) | Kopljar 7 | NRGi Arena, Aarhus Toeschouwers: 3.400 Scheidsrechters: Gjeding, Hansen (DEN) |
| 19 januari 2014 20:15 | 2×                  | verslag | 4× 5×     | NRGi Arena, Aarhus Toeschouwers: 3.400 Scheidsrechters: Gjeding, Hansen (DEN) |

| 21 januari 2014 15:45 | Rusland    | 25 – 33 | Kroatië  | NRGi Arena, Aarhus Toeschouwers: 2.000 Scheidsrechters: Stark, Ştefan (ROU) |
| 21 januari 2014 15:45 | Poliakov 5 | (11–16) | Horvat 7 | NRGi Arena, Aarhus Toeschouwers: 2.000 Scheidsrechters: Stark, Ştefan (ROU) |
| 21 januari 2014 15:45 | 3× 2×      | verslag | 2× 1×    | NRGi Arena, Aarhus Toeschouwers: 2.000 Scheidsrechters: Stark, Ştefan (ROU) |

| 21 januari 2014 18:00 | Frankrijk  | 39 – 30 | Wit-Rusland          | NRGi Arena, Aarhus Toeschouwers: 2.100 Scheidsrechters: Nikolić, Stojković (SRB) |
| 21 januari 2014 18:00 | Honrubia 9 | (20–16) | Brouka, Nikulenkau 6 | NRGi Arena, Aarhus Toeschouwers: 2.100 Scheidsrechters: Nikolić, Stojković (SRB) |
| 21 januari 2014 18:00 | 3× 1×      | verslag | 3×                   | NRGi Arena, Aarhus Toeschouwers: 2.100 Scheidsrechters: Nikolić, Stojković (SRB) |

| 21 januari 2014 20:15 | Polen      | 35 – 25 | Zweden            | NRGi Arena, Aarhus Toeschouwers: 3.000 Scheidsrechters: Raluy, Sabroso (ESP) |
| 21 januari 2014 20:15 | Lijewski 6 | (15–12) | Ekdahl du Rietz 6 | NRGi Arena, Aarhus Toeschouwers: 3.000 Scheidsrechters: Raluy, Sabroso (ESP) |
| 21 januari 2014 20:15 | 2× 3×      | verslag | 3× 1×             | NRGi Arena, Aarhus Toeschouwers: 3.000 Scheidsrechters: Raluy, Sabroso (ESP) |

| 22 januari 2014 15:45 | Rusland    | 39 – 33 | Wit-Rusland | NRGi Arena, Aarhus Toeschouwers: 700 Scheidsrechters: Nachevski, Nikolov (MKD) |
| 22 januari 2014 15:45 | Kovalev 12 | (23–17) | Brouka 9    | NRGi Arena, Aarhus Toeschouwers: 700 Scheidsrechters: Nachevski, Nikolov (MKD) |
| 22 januari 2014 15:45 | 4× 6×      | verslag | 3× 4×       | NRGi Arena, Aarhus Toeschouwers: 700 Scheidsrechters: Nachevski, Nikolov (MKD) |

| 22 januari 2014 18:00 | Frankrijk | 28 – 30 | Zweden                | NRGi Arena, Aarhus Toeschouwers: 3.000 Scheidsrechters: Geipel, Helbig (GER) |
| 22 januari 2014 18:00 | Joli 4    | (16–14) | Jakobsson, Karlsson 6 | NRGi Arena, Aarhus Toeschouwers: 3.000 Scheidsrechters: Geipel, Helbig (GER) |
| 22 januari 2014 18:00 | 3× 1×     | verslag | 3× 5×                 | NRGi Arena, Aarhus Toeschouwers: 3.000 Scheidsrechters: Geipel, Helbig (GER) |

| 22 januari 2014 20:15 | Polen     | 28 – 31 | Kroatië                   | NRGi Arena, Aarhus Toeschouwers: 3.700 Scheidsrechters: Horáček, Novotný (CZE) |
| 22 januari 2014 20:15 | Jurecki 6 | (15–14) | Duvnjak, Horvat, Štrlek 6 | NRGi Arena, Aarhus Toeschouwers: 3.700 Scheidsrechters: Horáček, Novotný (CZE) |
| 22 januari 2014 20:15 | 4× 2×     | verslag | 3× 6×                     | NRGi Arena, Aarhus Toeschouwers: 3.700 Scheidsrechters: Horáček, Novotný (CZE) |

## Knock-outfase
|  | halve finale                           | halve finale                           |    |                                        | finale                                 | finale |
|  |                                        |                                        |    |                                        |                                        |        |
|  | 24 januari – Jyske Bank Boxen, Herning |                                        |    |                                        |                                        |        |
|  | Denemarken                             | 29                                     |    |                                        |                                        |        |
|  | Kroatië                                | 27                                     |    |                                        |                                        |        |
|  |                                        |                                        |    |                                        |                                        |        |
|  |                                        |                                        |    |                                        | 26 januari – Jyske Bank Boxen, Herning |        |
|  |                                        |                                        |    |                                        | Denemarken                             | 32     |
|  |                                        | Frankrijk                              | 41 |                                        |                                        |        |
|  |                                        |                                        |    |                                        |                                        |        |
|  |                                        |                                        |    |                                        | Derde plaats                           |        |
|  | 24 januari – Jyske Bank Boxen, Herning | 24 januari – Jyske Bank Boxen, Herning |    | 26 januari – Jyske Bank Boxen, Herning | 26 januari – Jyske Bank Boxen, Herning |        |
|  | Frankrijk                              | 30                                     |    | Kroatië                                | 28                                     |        |
|  | Spanje                                 | 27                                     |    |                                        | Spanje                                 | 29     |

### Halve finales
| 24 januari 2014 18:30 | Frankrijk | 30 – 27      | Spanje      | Jyske Bank Boxen, Herning Toeschouwers: 14.000 Scheidsrechters: Krstić, Ljubič (SLO) |
| 24 januari 2014 18:30 | Abalo 8   | (12–14)      | Cañellas 10 | Jyske Bank Boxen, Herning Toeschouwers: 14.000 Scheidsrechters: Krstić, Ljubič (SLO) |
| 24 januari 2014 18:30 | 4× 7× 1×  | verslag (en) | 4×          | Jyske Bank Boxen, Herning Toeschouwers: 14.000 Scheidsrechters: Krstić, Ljubič (SLO) |

| 24 januari 2014 21:00 | Denemarken | 29 – 27      | Kroatië           | Jyske Bank Boxen, Herning Toeschouwers: 14.000 Scheidsrechters: Geipel, Helbig (GER) |
| 24 januari 2014 21:00 | Eggert 8   | (13–15)      | Kopljar, Horvat 6 | Jyske Bank Boxen, Herning Toeschouwers: 14.000 Scheidsrechters: Geipel, Helbig (GER) |
| 24 januari 2014 21:00 | 4× 6×      | verslag (en) | 4× 6×             | Jyske Bank Boxen, Herning Toeschouwers: 14.000 Scheidsrechters: Geipel, Helbig (GER) |

### Wedstrijd om 5e plaats
| 24 januari 2014 16:00 | IJsland      | 28 – 27      | Polen         | Jyske Bank Boxen, Herning Toeschouwers: 9.000 Scheidsrechters: Nachevski, Nikolov (MKD) |
| 24 januari 2014 16:00 | Guðjónsson 8 | (13–16)      | Kuchczyński 5 | Jyske Bank Boxen, Herning Toeschouwers: 9.000 Scheidsrechters: Nachevski, Nikolov (MKD) |
| 24 januari 2014 16:00 | 3×           | verslag (en) | 3×            | Jyske Bank Boxen, Herning Toeschouwers: 9.000 Scheidsrechters: Nachevski, Nikolov (MKD) |

### Troostfinale
| 26 januari 2014 15:00 | Kroatië   | 28 – 29      | Spanje     | Jyske Bank Boxen, Herning Toeschouwers: 14.000 Scheidsrechters: Stark, Ştefan (ROU) |
| 26 januari 2014 15:00 | Duvnjak 8 | (13–16)      | Cañellas 8 | Jyske Bank Boxen, Herning Toeschouwers: 14.000 Scheidsrechters: Stark, Ştefan (ROU) |
| 26 januari 2014 15:00 | 3×        | verslag (en) | 3×         | Jyske Bank Boxen, Herning Toeschouwers: 14.000 Scheidsrechters: Stark, Ştefan (ROU) |

### Finale
| 26 januari 2014 17:30 | Denemarken | 32 – 41      | Frankrijk | Jyske Bank Boxen, Herning Toeschouwers: 14.000 Scheidsrechters: Raluy, Sabroso (ESP) |
| 26 januari 2014 17:30 | Hansen 9   | (16–23)      | Guigou 10 | Jyske Bank Boxen, Herning Toeschouwers: 14.000 Scheidsrechters: Raluy, Sabroso (ESP) |
| 26 januari 2014 17:30 | 3×         | verslag (en) | 3×        | Jyske Bank Boxen, Herning Toeschouwers: 14.000 Scheidsrechters: Raluy, Sabroso (ESP) |

## Eindrangschikking
| Goud   | Frankrijk   |
| Zilver | Denemarken  |
| Brons  | Spanje      |
| 4      | Kroatië     |
| 5      | IJsland     |
| 6      | Polen       |
| 7      | Zweden      |
| 8      | Hongarije   |
| 9      | Rusland     |
| 10     | Macedonië   |
| 11     | Oostenrijk  |
| 12     | Wit-Rusland |
| 13     | Servië      |
| 14     | Noorwegen   |
| 15     | Tsjechië    |
| 16     | Montenegro  |

| 2014 Europees kampioen mannen · Frankrijk · 3e titel Selectie: Cyril Dumoulin, Vincent Gérard, Thierry Omeyer, Jérôme Fernandez, Igor Anic, Daniel Narcisse, Guillaume Joli, Alix Nyokas, Samuel Honrubia, Nikola Karabatic, Mathieu Grebille, William Accambray, Luc Abalo, Cédric Sorhaindo, Michaël Guigou, Luka Karabatic en Valentin Porte. · Bondscoach: Claude Onesta. |

## Doelpuntenmakers
| Rang | Naam                    | Doelpunten | Schoten | Scoringspercentage % | Wedstrijden gespeeld |
| ---- | ----------------------- | ---------- | ------- | -------------------- | -------------------- |
| 1    | Joan Cañellas           | 50         | 64      | 78                   | 8                    |
| 2    | Guðjón Valur Sigurðsson | 44         | 60      | 73                   | 7                    |
| 3    | Mikkel Hansen           | 39         | 60      | 65                   | 8                    |
| 4    | Kiril Lazarov           | 38         | 74      | 51                   | 6                    |
| 5    | Domagoj Duvnjak         | 36         | 64      | 56                   | 8                    |
| 5    | Michaël Guigou          | 36         | 48      | 75                   | 8                    |
| 7    | Siarhei Rutenka         | 34         | 62      | 55                   | 6                    |
| 8    | Zlatko Horvat           | 33         | 45      | 73                   | 8                    |
| 9    | Nikola Karabatić        | 32         | 51      | 63                   | 8                    |
| 10   | Luc Abalo               | 31         | 43      | 72                   | 8                    |
| 10   | Krzysztof Lijewski      | 31         | 54      | 54                   | 7                    |
| 10   | Víctor Tomás            | 31         | 45      | 69                   | 8                    |

Bron: EHF.com